# Боровський скарб

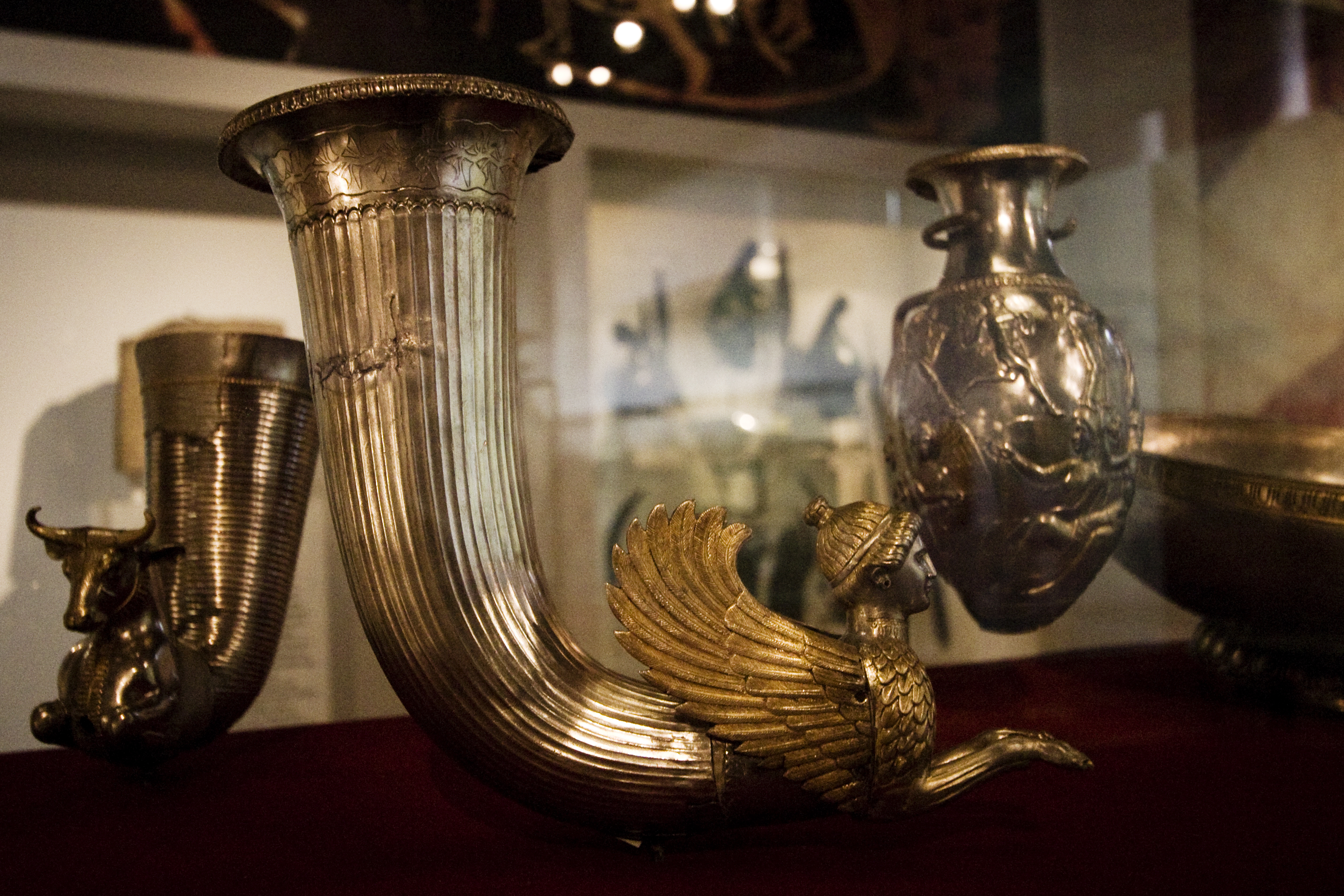
Фракійський скарб з Борово, Болгарія

Боровський скарб, також відомий як Боровський срібний скарб, — фракійський скарб із п’яти однотипних срібних позолочених предметів, виявлений наприкінці 1974 року під час оранки поля в Борово, Болгарія.
Скарб зберігається в історичному музеї в Русе.

## Предмети
Скарб складається зі столового набору з п'яти срібних позолочених речей:
- Три ритона, кожна різного розміру та з різною основою. Найбільший має фігуру сфінкса та містить напис: «[Належить] Котісу з [міста] Беос.», а також ім’я майстра, Етбеос.[5] На другому — фігурка коня, а на третьому, найменшому, — бика. Кожна з них є напівфігурками.
- Велика чаша з двома ручками: цей предмет прикрашений рельєфом оленя, на якого нападає грифон.[6]
- Глечик-рита із зображеннями богів на бенкеті, сценами, що відображають міфологічні цикли, із зображеннями Діоніса та Геракла, сатирів, грифонів, сфінксів.[4]

## Відкриття
Відкриття було зроблено під час оранки поля приблизно 2 км від села Борово, Русе, Болгарія. На жаль, плуг сильно пошкодив об’єкти, але після масштабних реставраційних робіт пошкоджень майже не видно.
Невідомо, чому скарб було закопано саме на цьому місці, оскільки кургану на цьому місці не виявлено.

## Галерея

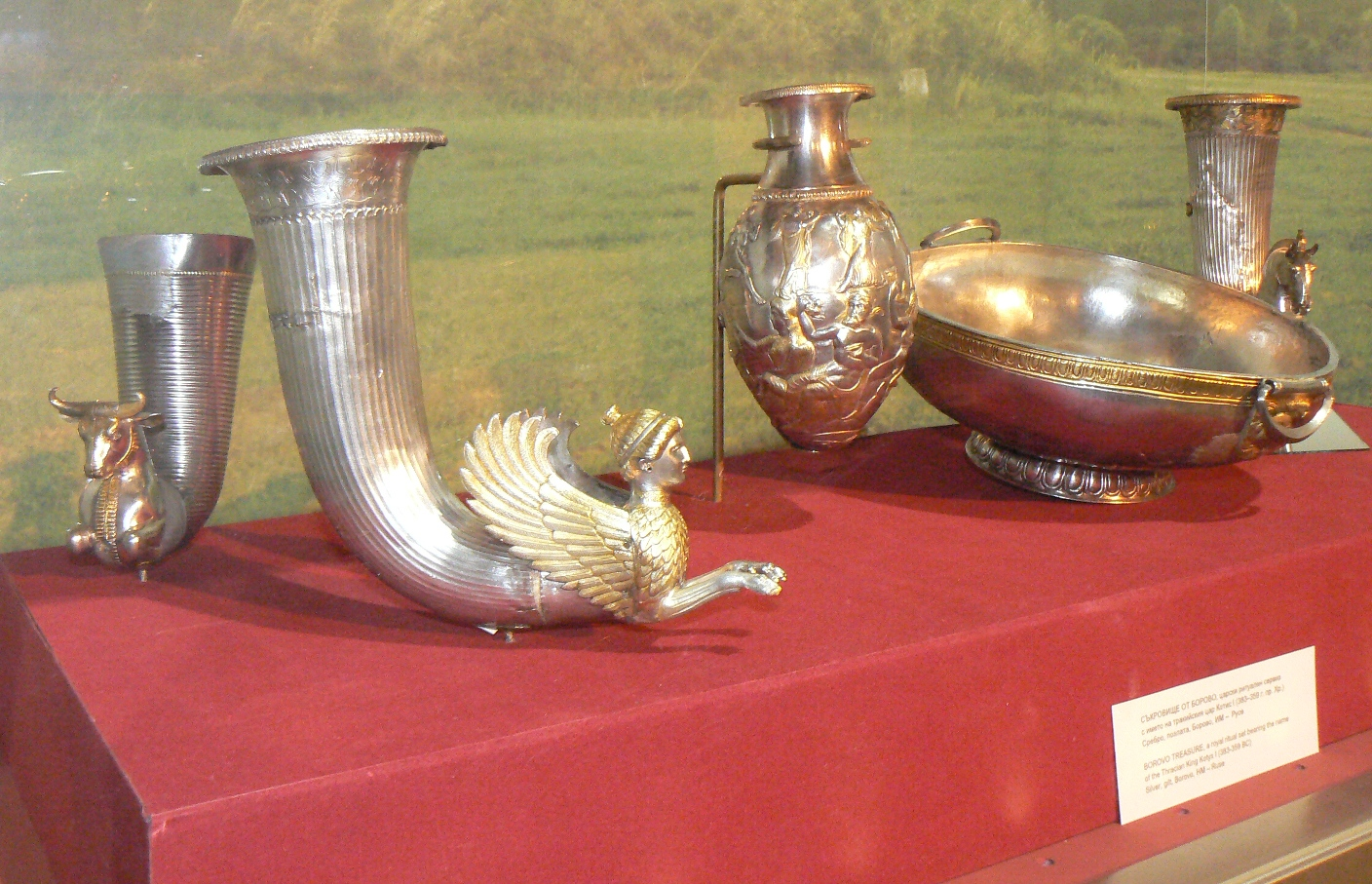
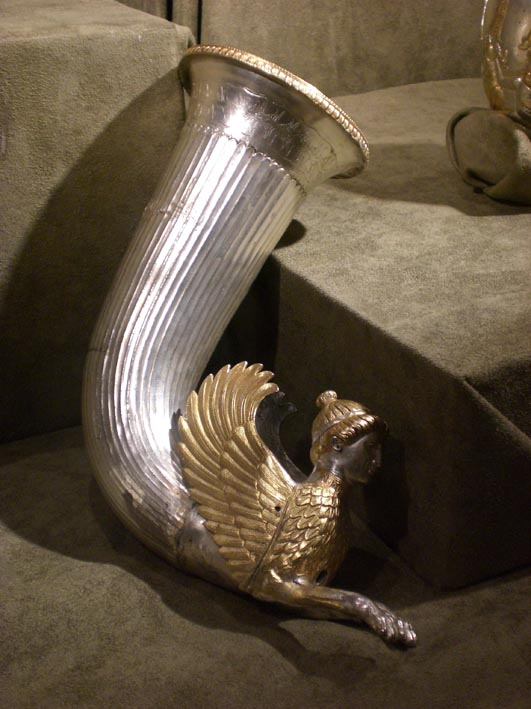
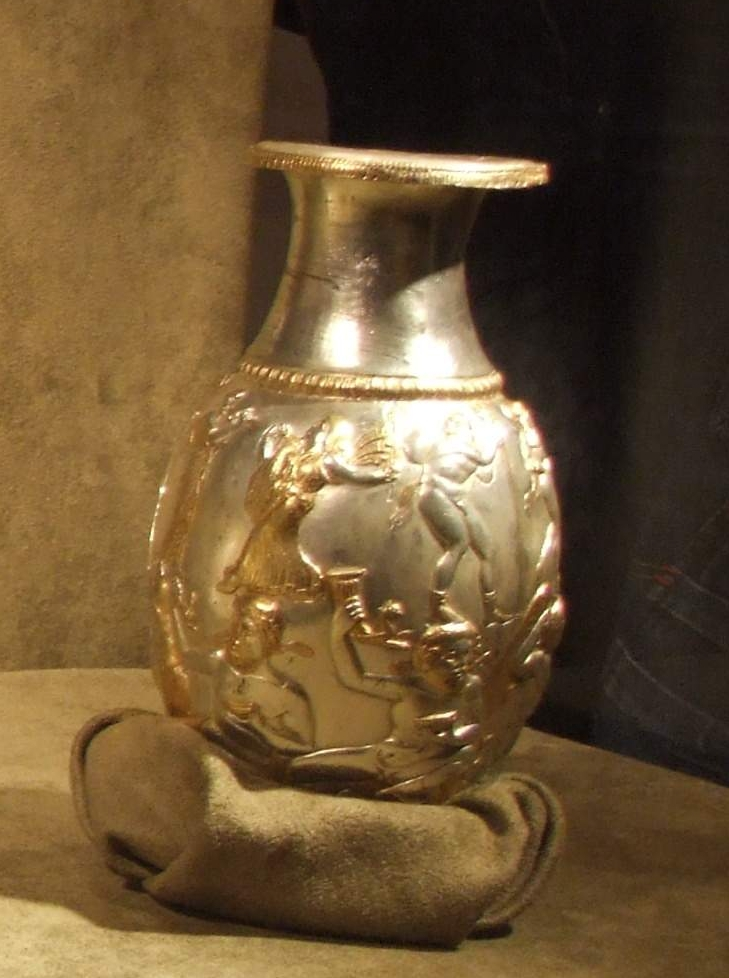
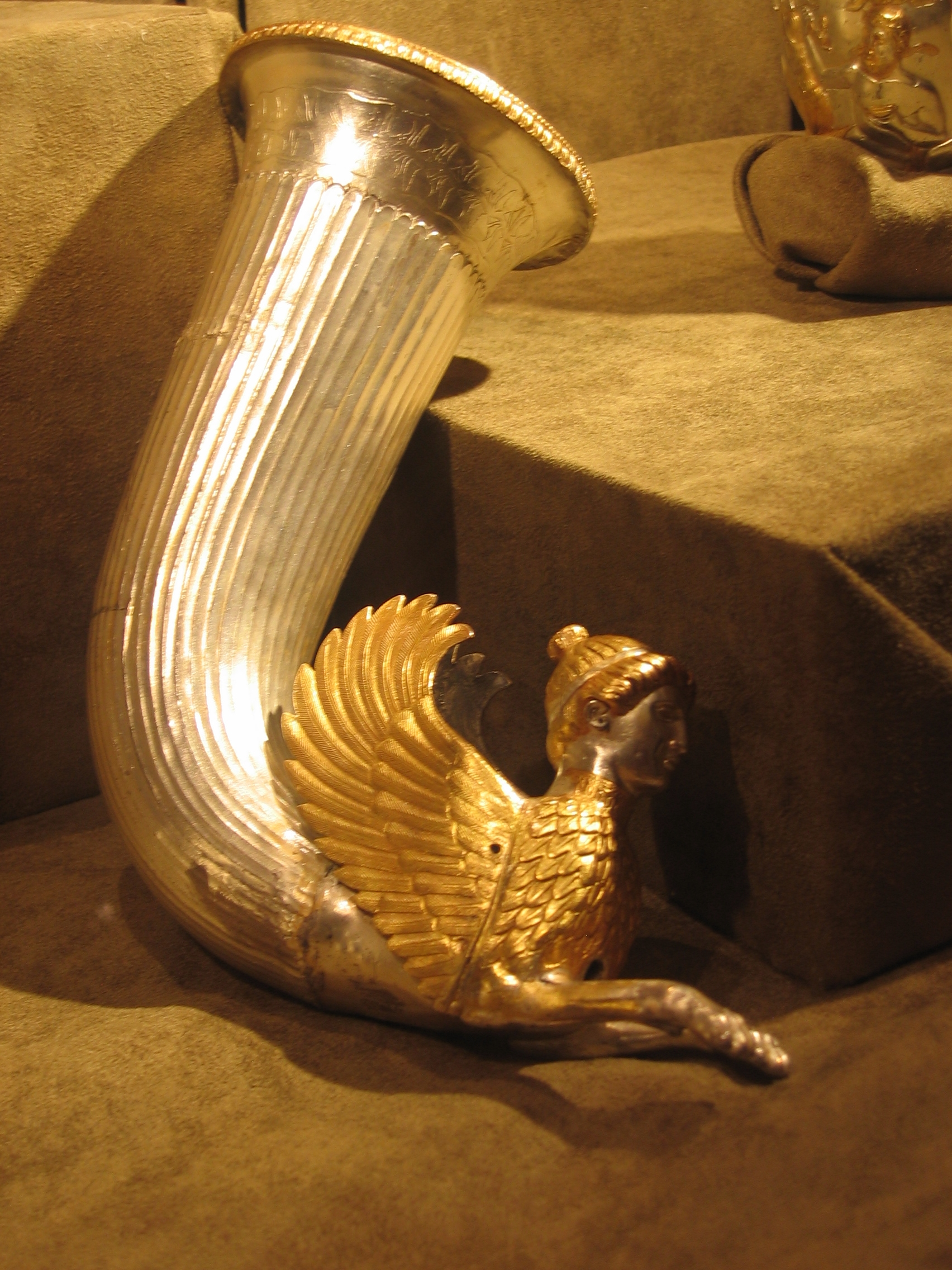
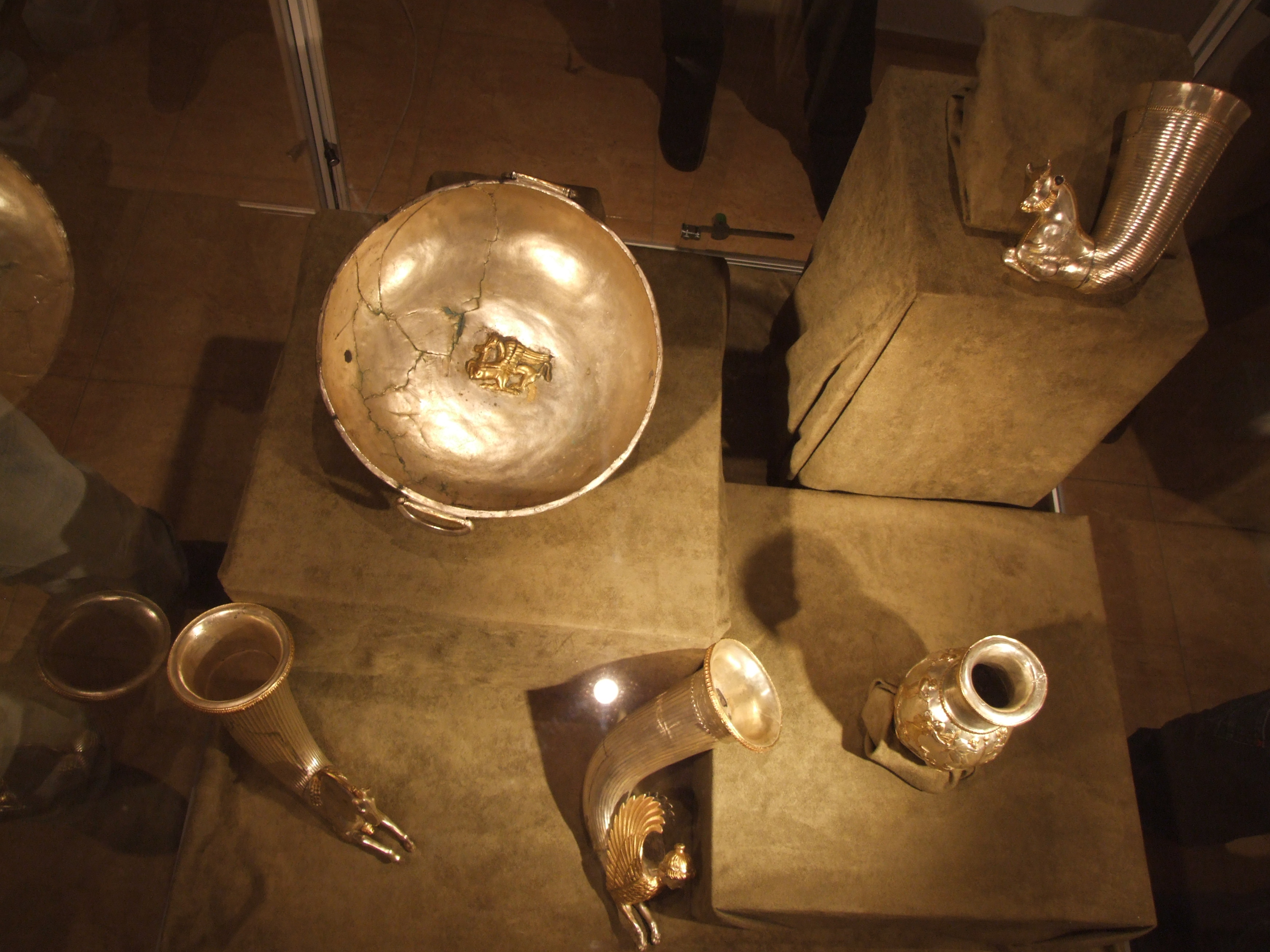